# 史蒂芬·亨得利
史蒂芬·亨得利，MBE（英語：Stephen Hendry，1969年1月13日—），前職業斯诺克傳奇球星。深受全球斯諾克迷喜愛，退役後亦積極與同樣頂尖且偉大的斯諾克另一位傳奇球星史蒂夫·戴维斯參與各大賽事的球評與在其個人Instagram上創立「cue tips」的擊球及走位教學，對斯諾克領域即使退役仍不遺餘力。
他生於苏格兰爱丁堡。7次斯諾克世界錦標賽冠軍，5次斯諾克英國錦標賽冠軍，6次斯諾克溫布利大師賽冠軍，共計奪得5次斯諾克大滿貫紀錄。其世錦賽7度奪冠為目前有官方影像紀錄（1960年代）以來的世界之最，是公認的撞球史上最偉大的球手，有「斯諾克皇帝」美譽。其「進攻型打法」的創立對球壇產生了深遠的影響。
其巔峰時期擁有絕佳控球與防守能力，同時具備強大心理素質及糾錯能力。他硬朗的球風與穩健的風格深受廣大球迷愛戴，並且他還有極致精準的中袋（middle pocket/side pocket）進球能力，這幫助他在90年代幾乎獨霸整座斯諾克球壇。生涯有776桿破百（截至2021年斯諾克世界錦標賽），其中包含11桿單桿147滿分紀錄。

## 生平
亨得利在少年时期就显露出打斯诺克的天赋。13岁时，他收到了父亲作为圣诞礼物送给他的一根斯诺克球杆（正是这根当时价格仅为40英镑的球杆为亨得利在今后的职业生涯中赢得了7次世界冠军，而在2003年泰国航空公司的一次空运中被彻底损毁），从此便迷上了这项运动。1983年，14岁的亨得利获得了全国16岁以下斯诺克锦标赛冠军，并首次在BBC初级POT BLACK赛事中亮相。15岁时，作为历史上最年轻的参赛者，亨得利获得苏格兰业余锦标赛冠军。第二年（1985年）又蝉联冠军，并转为职业选手，成为斯诺克历史上年龄最小的职业选手（16岁3个月）。
1990年4月29日，年仅21岁106天的亨得利首次获得世界锦标赛的冠军，成为迄今为止最年轻的世锦赛冠军。之后，他一发不可收拾，取代史蒂夫·戴维斯，统治整個在1990年代的斯诺克球坛。1999年，他最後一次夺得世锦赛冠军，並以7次夺冠纪录超越了史蒂夫·戴维斯和雷·里尔顿保持的6次现代斯诺克世锦赛冠军的纪录，成为仅次于被喻为“斯诺克之父”的乔·戴维斯及其胞弟佛雷德·戴维斯（Fred Davis，与史蒂夫·戴维斯无家族关系）获得世锦赛冠军最多的选手。与戴维斯兄弟所处斯诺克早期年代职业选手不多且水平普遍不高的情况下的一枝独秀相比，亨得利能在当今高手云集的斯诺克球坛取得如此成绩就显得更为难能可贵。
亨得利以其精湛的球技和辉煌的战绩赢得了“金童”的美誉，被绝大多数人视为斯诺克史上最伟大的选手之一。
亨得利在1994年獲得MBE，1987年和1996年两次獲選“BBC苏格兰年度体育人物”，并且曾七次當選“世界职业台球联合会（WPBSA）年度运动员”。
在业余时间，亨得利爱好高尔夫和纸牌，而对手则是好友同时也是三次世锦赛冠军马克·威廉姆斯（Mark J Williams）。
1995年6月，史蒂芬·亨得利与曼迪（Mandy）结婚。目前他们生有2个儿子，分别取名为布赖恩（Blaine，1996年）和卡特（Carter，2004年）。

## 技術特點
亨得利整個斯諾克生涯都是一名進攻型球手。他著名在球局早段把紅球堆打散以此連續得分並一杆破百。他創立了用下旋加上速度擊藍球，以白球撞上粉紅球以此把紅球堆打散，而在亨得利以前球手都喜歡以較低風險的黑球把紅球堆打開。亨得利以遠枱進攻能力和擊球準確見稱，尤其以中袋和尾袋的準度為球迷津津樂道，並經常利用中袋連續得分，加上他的白球走位精確，生涯曾經776次一杆得分過百。

## 纪录
亨得利保持着斯诺克台球的很多纪录：
- 夺得过7次世锦赛冠军（其中1992年至1996年五连冠），6次大师赛冠军，4次大奖赛冠军，都是夺冠次数最多(大師賽次數僅次于羅尼·奧沙利文)的选手；在世锦赛上，他还是打入决赛（9次）、半决赛（11次，与史蒂夫·戴维斯并列）和四分之一决赛（16次）次数最多的选手；
- 先后9个赛季排名第一
- 在正式比赛中打出过11次147分满分杆，位列羅尼·奧沙利文之后排第二。分别是：1992年欧洲联赛，1995年世锦赛半决赛，1995年11月25日英国锦标赛，1997年1月5日利物浦维多利亚慈善挑战赛（第一个在决胜局中的满分杆），1998年5月23日Dr Martens超级联赛，1999年9月19日英国公开赛决赛（这也是在职业排名赛决赛中的第一个满分杆），1999年11月利物浦维多利亚英国锦标赛，2001年2月25日马耳他大奖赛，2009年4月世锦赛8強，2011年2月17日威尔士公开赛威尔士公开赛（在斯诺克职业排名赛中打出满分杆年龄最大的选手），2012年4月21日世界斯诺克锦标赛第一轮。
- 在诸如世锦赛等重大比赛的决赛中打出过满分杆（3次）；
- 曾經最多次单杆过百纪录（775次，截至2021年1月15日）；
- 获得过第二多个职业排名赛事的冠军头衔（36个）；
- 最长的不败纪录：从1990年3月17日到1991年1月13日输给吉米·怀特（Jimmy White），期间获得连续5个排名赛事冠军并在排名赛事中创下连续36场不败的纪录；
- 唯一一个在19局10胜制的职业比赛中打出七次单杆过百（1994年英国锦标赛决赛）；
- 在一次职业排名赛中打出最多次单杆过百：在2002年世锦赛中共打出16次单杆过百。

## 夺冠情况

### 排名赛事
- 世界锦标赛（1990年、1992年—1996年、1999年）
- Rothmans大奖赛（1987年、1990年、1991年）
- Skoda大奖赛（1995年）
- 英国公开赛（1988年、1991年、1999年、2003年）
- 亚洲公开赛（1989年、1990年
- 迪拜Duty Free经典赛（1989年、1990年、1993年）
- 英国锦标赛（1989年、1990年、1994年—1996年）
- 威尔士王室公开赛（1992年、1997年、2003年）
- 天空体育国际公开赛（1993年）
- 国际公开赛（1997年）
- 苏格兰王室公开赛（1999年）
- 欧洲公开赛（1994年、1995年、2001年）
- 泰国大师赛（1998年）
- 马耳他杯（2005年）

### 其它赛事夺冠情况
- Benson & Hedges大师赛（1989年—1993年、1996年）
- 爱尔兰大师赛（1992年、1997年、1999年）
- 马耳他大奖赛（1998年、2001年

## 宣布退役
2012年5月2日，亨得利在2012年世界锦标赛上以2-13惨败给马奎尔止步8强后，七次世界冠军亨得利宣布退役。
2020年，世界台聯頒發外卡及允許他參加未來兩個球季的賽事
2021年，亨得利参加了2021 Gibraltar Open ，這是他9年來再次參加排名賽 ， 首輪 1-4 負於Mathew selt ， 亨得利於第二局打出一桿107分，是他生涯第776次破百，亦是9年來首次，亦令他把比分板至 1-1